# 斯拉瓦冰架
68°49′S 154°44′E / 68.817°S 154.733°E
斯拉瓦冰架是南極洲的冰架，處於莫森半島和安德列耶夫角之間，該冰架根據美國海軍拍攝的空中照片被繪入地圖，由蘇聯的探險隊命名。